# Bodil Neergaard
Bodil Neergaard är en äpplesort uppkommen på Flintinge,  Lolland, Danmark omkring år 1850. Fruktens form är ovanlig för äpple, päronformad (stympad konisk). Äpplet är grönt och vid mognad blir det gult, med en gråröd täckfärg på solsidan och tydliga grå skalpunkter. Äpplet har självsterilitetsgenerna S1S7. Äpplet plockas i oktober och ätes under januari-april. Pollineras bland annat av Cox Orange och Cox Pomona. Trädet är svagväxande. Sorten är känslig för tryckskador och mjöldagg. Typisk storlek är bredd 56-61mm och höjd 70-75mm.    Sorten infördes till Sverige av plantskolan Alnarps Trädgårdar år 1925.